# Hermann Fehringer
Hermann Fehringer (né le 8 décembre 1962 à Amstetten) est un athlète autrichien spécialiste du saut à la perche. Il mesure 1,81 m pour 85 kg. Il est avec 5,77 m l'actuel détenteur des records d'Autriche du saut à la perche en salle et en plein air.

## Biographie

### Palmarès
| Date | Compétition                    | Lieu     | Résultat | Performance |
| ---- | ------------------------------ | -------- | -------- | ----------- |
| 1985 | Championnats d'Europe en salle | Le Pirée | 9e       |             |
| 1987 | Championnats d'Europe en salle | Liévin   | 10e      |             |
| 1988 | Championnats d'Europe en salle | Budapest | 7e       | 5,50 m      |
| 1988 | Jeux olympiques d'été          | Séoul    | 13e      | 5,40 m      |
| 1989 | Championnats d'Europe en salle | La Haye  | 8e       | 5,40 m      |
| 1990 | Championnats d'Europe en salle | Glasgow  | 3e       | 5,70 m      |
| 1990 | Championnats d'Europe          | Split    | 3e       | 5,75 m      |
| 1991 | Championnats du monde en salle | Séville  | 5e       | 5,70 m      |
| 1991 | Championnats du monde          | Tokyo    | 7e       | 5,60 m      |
| 1992 | Championnats d'Europe en salle | Gênes    | 7e       | 5,60 m      |

### Records
| Épreuve          | Épreuve   | Performance | Lieu   | Date            |
| ---------------- | --------- | ----------- | ------ | --------------- |
| Saut à la perche | Plein air | 5,77 m (NR) | Linz   | 5 juillet 1991  |
| Saut à la perche | Salle     | 5,77 m (NR) | Vienne | 24 février 1991 |